# Edmund Hiolski
Edmund Hiolski (ur. 14 września 1837, zm. 15 maja 1905) – austriacki urzędnik narodowości polskiej, burmistrz Brzeżan.
W okresie zaboru austriackiego w ramach autonomii galicyjskiej został urzędnikiem.
Przez pewien czas, m.in. w latach 1881, 1882, 1883 sprawował stanowisko inspektora podatkowego przy c. k. starostwie powiatu buczackiego, w latach 1885, 1886 inspektora podatkowego, w 1895 – starszego inspektora podatkowego przy c. k. starostwie powiatu brzeżańskiego. 
Na początku października 1896 został wybrany przez radę gminną Brzeżan na urząd burmistrza tego miasta, z którego zrezygnował krótko przed 26 stycznia 1898. Pełnił także funkcję pełnomocnika (dyrektora) dóbr hr. Potockich.

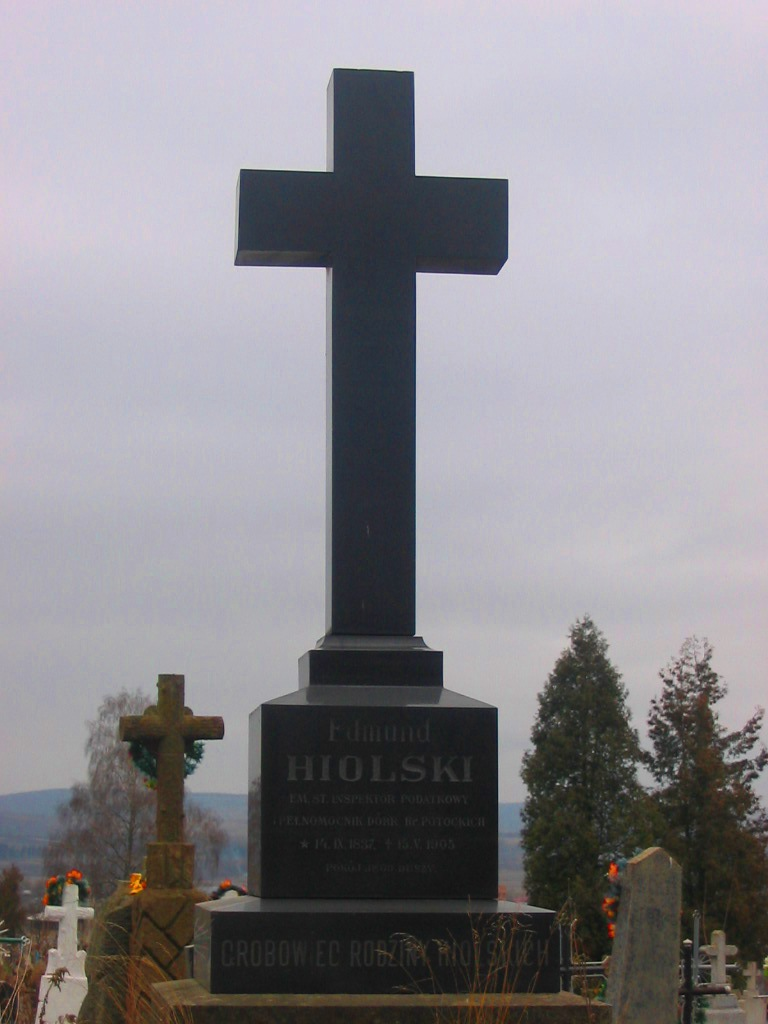
Grobowiec Edmunda Hiolskiego

Do końca życia pełnił stanowisko członka komisji szacunkowych podatku osobisto-dochodowego w Brzeżanach.
Został pochowany w Brzeżanach.